# Kišr
Kišr (arabsky قشر) je jemenský tradiční horký nápoj vyrobený z kořeněných kávových slupek, zázvoru a někdy i skořice. V Jemenu se obvykle pije jako alternativa kávy, protože se nemusí pražit.

## Historie
Káva se na Arabský poloostrov dostala přes Rudé moře do oblasti, kde leží moderní Jemen. Zde muslimští dervišové začali tento keř pěstovat ve svých zahradách. Nejprve Jemenci vyráběli víno z dužiny fermentovaných kávových bobulí. Toto víno bylo známé jako kišr a používalo se během náboženských obřadů.